# Förordning
En förordning är juridisk bindande bestämmelse som utges av en myndighet, stat eller organ inom internationell organisation.

## Inom svensk statlig förvaltning
Inom svensk statlig förvaltning avser det en bestämmelse från regeringen. De kallades innan den nuvarande regeringsformen (1974 års regeringsform) trädde i kraft för Kunglig förordning och utfärdades då av Kungl. Maj:t.
Förordningar är regeringens medel att med stöd av medgivanden i gällande lag (det vill säga med stöd av riksdagens bemyndigande i lag) meddela kompletterande föreskrifter. Det sker enligt regeringsformens 8 kapitel 3-8 §§. Utan särskilt stöd i lag kan regeringen enligt samma kapitel (8 kap. 8 §) utfärda bestämmelser om
1. verkställighet av lag, och
2. om sådant som enligt grundlag inte skall meddelas genom lag (det vill säga inte tillhör riksdagens område).

Förordningar har kraft av riksdagens lagar, men är underordnade dessa. De publiceras på samma sätt som lagarna i Svensk författningssamling.
Förordning inom europeisk unionsrätt har en annan betydelse än förordningar utfärdade av den svenska regeringen, se förordning (Europeiska unionen).

### Historik bakom begreppet
Kunglig förordning (förkortning K.F. eller k.f.) innebar till slutet av 1800-talet en lag med ändring av en tidigare lag (till skillnad från hela lagen som stiftades 1734, 1734 års lag), eller en speciallag. Dessa beslutades gemensamt av konung och riksdag. 
Än idag benämns till exempel en av rikets grundlagar förordning, nämligen tryckfrihetsförordningen, som fick denna benämning på 1760-talet. Den nu gällande infördes dock som grundlag 1949.
Riksdagens rätt att själv utan kunglig sanktion besluta om skatter, så kallade bevillningar, benämndes också förordningar fram till 1 januari 1975, då den nya regeringsformen trädde i kraft. Då bestämdes nämligen att dessa föreskrifter skulle kallas lag. Förordning om statlig inkomstskatt (SFS 1947:576) bytte då namn till Lag om statlig inkomstskatt (med samma SFS-nummer: SFS 1947:576). De föreskrifter om skatt, som riksdagen beslutade på detta sätt, skulle utfärdas i överensstämmelse med riksdagens beslut. Regeringsmakten kunde alltså inte inlägga veto mot dem (kunde inte vägra att utfärda dessa bestämmelser).
Dock kunde förordning som hörde till så kallad ekonomisk lag enligt 1809 års regeringsform § 89 "som rikets allmänna hushållning och styrelse röra" utfärdas av kungamakten själv. Men enligt samma paragraf kunde kungen överlämna åt riksdagen att besluta i ämnet, vilket alltmer skedde under 1900-talet sedan 1800-talet. 1862 års kommunalförordningar hänfördes först till sådan ekonomisk lag, men kom senare att anses höra till allmän lag. Dessa föreskrifter om kommuner, de så kallade "kommunalförfattningarna", lades också senare, genom en grundlagsändring på 1860-talet, till de lagar som skulle beslutas av konung och riksdag samfällt. Denna ändring gjordes genom att ett nytt stycke lades till i § 57 i 1809 års regeringsform.

## Europeiska unionen
Inom Europeiska unionen är en förordning en typ av bindande rättsakt som unionens institutioner kan anta. En förordning är den mest kraftfulla typen av rättsakt och är tillämplig direkt som lag i alla medlemsstater.